# Капитал (альбом)
Капитал — восьмий студійний альбом гурту Ляпис Трубецкой, який було випущено наприкінці квітня 2007 року.

## Список композицій
1. Золотая антилопа — 3:38
2. Капитал — 3:16
3. Гойко Митич — 3:37
4. Керчь-2 — 3:23
5. Котик — 1:53
6. Андрюша — 3:51
7. Рамонки — 3:04
8. Собаки — 3:01
9. Огоньки — 2:56
10. Товарищ — 3:38
11. Харэ — 2:45
12. Bonus Track (тільки на «подарунковому» виданні) Евпатория — 4:24

## Учасники
- Сергій Міхалок — вокал
- Павло Булатніков — вокал
- Руслан Владико — гітара
- Денис Стурченко — бас-гітара (композиції 1—3, 7, 9).
- Дмитро Свиридович — бас-гітара (композиції 4—6, 8, 10—12).
- Павло Кузюкович — труба
- Іван Галушко — тромбон
- Олександр Сторожук — ударні, перкусія

Над альбомом также работали:
- Віталій Телезін — продюсування, зведення, мастерінг
- Влад Ярун — запис, зведення
- Валерій Щериця — додаткова труба (композиції 8, 10, 11)

## Історія альбому
Історія роботи над альбомом почалася весною 2005 року, коли Сергій Міхалок написав дві нові композиції: «Андрюша» та «Харэ», які вперше були зіграні на фестивалі «Нашествя» в Казахстані. Вже в кінці осені 2005 року «Ляпіси» приступили до студійної роботи.
В січні 2006 року гурт «Ляпис Трубецкой» покинув бас-гітарист Володимир «Йолкин» Еглітіс, а на його місце повернувся один із засновників колективу — Дмитро Свиридович. Восени 2006 року гурт приступив до чистового запису композицій майбутнього альбому. Відповідальним за звучання платівки виступив досвідчений київський саунд-продюсер Віталій Телезін, що за свою творчу діяльність працював з багатьма відомими українськими виконавцями, такими як «Океан Ельзи», «С.К.А.Й.», Lama.
До кінця 2006 року платівка була майже повністю готовою, але колектив знову покинув Дмитро Свиридович. Тепер його місце зайняв молодий бас-гітарист ексучасник групи «BeZ bileta» Денис Стурченко. Вже до лютого 2007 року альбом був повністю готовий, а наприкінці 2007 року диск вже був у продажу. Існує два варіанти видання альбому:
1. Подарунковий (з 12-сторінковим буклетом, сліпкейсом, бонус-треком «Евпатория» та двома бонус-відео: «Капитал» та «Харэ»
2. Бюджетний (з 12-сторінковим буклетом, спрощеним оформленням, без бонус-треку «Евпатория» та з одним бонус-відео: «Капитал»

Оформлення диска — М. Віхля.